# Newmania sessilanthera
Newmania sessilanthera là một loài thực vật có hoa trong họ Gừng. Loài này được Lưu Hồng Trường và Jana Leong-Škorničková mô tả khoa học lần đầu tiên năm 2015.
Mẫu định danh: Lưu Hồng Trường, Trần Giỏi, Đỗ Cao Trí PY29; thu thập ngày 25 tháng 6 năm 2014 tại cao độ 269 m, tọa độ 12°49′51,87″B 108°53′56,88″Đ / 12,81667°B 108,88333°Đ, lâm trường Sông Hinh, Buôn Kít, xã Sông Hinh, huyện Sông Hinh, tỉnh Phú Yên, Việt Nam. Mẫu holotype lưu giữ tại Viện Sinh thái học Miền Nam (SGN); các isotype tại SGN, Vườn Thực vật Singapore (SING) và Bảo tàng Thiên nhiên Việt Nam (VNMN).

## Từ nguyên
Tính từ định danh sessilanthera có nguồn gốc từ tính từ Latinh sessilis nghĩa là không cuống, và danh từ Tân Latinh anthera nghĩa là bao phấn. Ở đây là nói tới nhị hoa không chỉ nhị của loài này.

## Phân bố
Tìm thấy tại 3 địa điểm ở các huyện Sông Hinh và Tây Hòa, tỉnh Phú Yên, Việt Nam. Môi trường sống là tầng dưới tán trong rừng nhiệt đới thường xanh vùng đất thấp, trên đất ẩm ướt trên nền granit, dọc theo các con suối, ở cao độ 150–250 m.

## Mô tả
Địa thực vật thân thảo, cao tới 80 cm, với 2-3 chồi lá mỗi thân rễ, cách nhau 3–6 cm. Thân rễ ngầm, phân nhánh, đường kính 8–12 mm, vỏ màu nâu nhạt, ruột màu kem, thơm. Chồi lá thanh mảnh, không lá trong ~30–55 cm trên phần gốc, với 6-13 lá xếp thành 2 dãy; bẹ không lá 3-5, hình ống ở 3/4-4/5 phần gốc (1-2 bẹ thấp nhất ngắn và gần như hở), màu ánh lục hoặc với ánh nâu đỏ, nhẵn nhụi, chuyển thành màu nâu và dạng giấy khi già; lưỡi bẹ dài 7–10 mm, 2 thùy khó thấy (đôi khi gần như nguyên ở phần trên đỉnh của chồi lá), màu xanh lục, chuyển thành màu nâu và dạng giấy khi già, nhẵn nhụi; cuống lá mập (thể gối), dài ~2–6 mm, rộng 3–4 mm, màu lục nhạt, nhẵn nhụi; phiến lá hình elip đến hình trứng ngược yếu, 10-20 × 4-6,5 cm, 2-3 lá trên cùng nhất nhỏ hơn, mỏng, uốn nếp dễ thấy, màu xanh lục và bóng mặt trên, mặt dưới nhạt màu hơn, nhẵn nhụi cả 2 mặt, đáy hình nêm đến thon nhỏ, đỉnh nhọn, thường kết thúc là mấu nhọn ~1 mm, mép nguyên. Cụm hoa mọc từ thân rễ ở đáy của chồi lá, ~2 cụm hoa mỗi thân rễ, cành hoa bông thóc dày dặc, mọc thẳng, hình trứng hẹp, dài 7–10 cm, với 7-10 hoa, nở nối tiếp nhau từ đáy tới đỉnh; cuống cụm hoa dài 2–3 cm, đường kính 4–5 mm, lá bắc bao dài 3–20 mm, rộng 3–12 mm, màu trắng kem với mắt lưới màu tía-đỏ sẫm, nhẵn nhụi, đỉnh tù, đôi khi có mấu nhọn nhỏ; lá bắc sinh sản đối diện 1 hoa, sắp xếp xoắn ốc, gối lên nhau 2/3-3/4 chiều dài của chúng, hình trứng, 25-47 × 20–27 mm, hở tới đáy, màu từ trắng kem tới hoàng thổ nhạt với mắt lưới màu tía-đỏ sẫm, nhẵn nhụi, đỉnh tù, đôi khi có mấu nhọn nhỏ; lá bắc con 1 mỗi hoa, 18-24 × 10–13 mm, hở tới đáy, nửa trong mờ, ánh với mắt lưới màu tía-đỏ sẫm, nhẵn nhụi. Hoa dài 8–9 cm; dài hoa hình ống, dài ~12 mm, đường kính 1,8 mm, chẻ một bên 9–10 mm, nửa trong mờ, màu trắng với ánh đỏ tía yếu, nhẵn nhụi, đỉnh tù; ống tràng hình trụ, dài 6,2-7,3 cm và đường kính 1,5 cm, màu trắng tinh, nhẵn nhụi; thùy tràng lưng hình elip, ~17 × 7 mm, lõm, màu trắng tinh với các đường trong mờ, nhẵn nhụi, có mấu nhọn hoắt tại đỉnh (~1,5 mm); thùy tràng bên hình elip hẹp, 15-16 × 5 mm, màu trắng tinh với các đường trong mờ, nhẵn nhụi; nhị lép bên hình cánh hoa, hình trứng ngược, 16-17 × 7-7,5 mm, màu trắng tinh, nhẵn nhụi; cánh môi hình trứng rộng, 21-23 × 13–14 mm ở điểm rộng nhất, 2 thùy sâu, nhẵn nhụi, khe giữa các thùy khoảng 1/2-4/5 chiều dài cánh môi, mép uốn ngược, đáy màu trắng, với vết màu đỏ tươi ở giữa, trung tâm màu tía, màu tía nhạt hơn về phía mép và đỉnh. Nhị hoa dài 6 mm, nhẵn nhụi; không chỉ nhị; bao phấn ~6 × 1,8 mm, mô liên kết màu trắng tinh, nhẵn nhụi; không mào bao phấn; mô vỏ bao phấn dài 6 mm, màu từ vàng rơm tới vàng, nứt dọc theo toàn bộ chiều dài, nhẵn nhụi; phấn hoa màu từ kem tới vàng nhạt. Vòi nhụy màu trắng, nhẵn nhụi; đầu nhụy hình chén hẹp, dài ~1 mm, đường kính ~0,4 mm, nửa trong mờ; lỗ nhỏ hướng lên trên nhiều hay ít, có lông rung. Không tuyến trên bầu. Bầu nhụy ~2,5 × 2 mm, màu trắng, nhẵn nhụi, 3 ngăn, noãn đính trụ, với noãn dọc theo toàn bộ trục. Quả nang hình trứng đến hình elipxoit, ~19 × 13 mm (chưa chín hoàn toàn) với đài bền, màu kem nửa trong mờ, nhẵn nhụi, 7-10 hạt. Hạt hình trứng ngược, tù góc, 8-11 × 3–4 mm, màu hồng-đỏ (chưa chín hoàn toàn), có lông ngắn, bóng; áo hạt trong mờ màu ánh trắng, xé rách không đều, dài ~8 mm, các thùy 2,5–5 mm. Ra hoa tháng 6-8, tạo quả có lẽ tháng 9-10.
Tương tự như N. orthostachys ở bề ngoài và cụm hoa mọc thẳng với cành hoa bông thóc gồm các lá bắc dày dặc, nhưng khác ở chỗ phiến lá mỏng và uốn nếp, cánh môi màu tía 2 thùy sâu với đáy đỏ tươi và mép trắng ở đáy (vết rạch 1/2-4/5 chiều dài cánh môi), nhị hoa không chỉ nhị; so với phiến lá nhẵn không uốn nếp, cánh môi màu tía với các đường màu trắng rõ nét và vết rạch 1/4-1/3 chiều dài, nhị hoa với chỉ nhị khá phát triển ở N. orthostachys.
Nó cũng hơi giống N. serpens ở chỗ có vệt màu đỏ nổi bật trên cánh môi màu tía và trắng, nhưng khác ở chỗ cụm hoa mọc thẳng đứng gồm các cành hoa bông thóc kết đặc thay vì cụm hoa phủ phục trên mặt đất với các cành hoa bông thóc lỏng lẻo nhiều hay ít ở N. serpens.